# تلمبه اسفندیار شجاع پور
تلمبه اسفندیار شجاع پور روستایی در دهستان گلستان بخش گلستان شهرستان سیرجان استان کرمان ایران است.

## جمعیت
بر پایه سرشماری عمومی نفوس و مسکن در سال ۱۳۹۵ جمعیت این مکان ۱۹ نفر (۶خانوار) بوده‌است.